# Roland Gerbeau
Pour les articles homonymes, voir Gerbeau.
Roland Gerbeau, né le 12 novembre 1919 à Vincennes et mort le 28 décembre 2012 à Saint-Sébastien-de-Morsent, est un auteur-compositeur-interprète français. 

## Biographie
Né dans un milieu ouvrier, orphelin de père à l'âge de 13 ans, il commence à travailler comme apprenti imprimeur. À 18 ans, il remporte un concours de chanteurs amateurs au Poste Parisien, ce qui le décide à se lancer dans cette carrière. Il se joint à l'orchestre de Richard Blareau, qui se produit dans différentes salles de Paris.

### Sous l'Occupation
Mobilisé, puis envoyé dans les Chantiers de jeunesse, il revient à Paris en 1941 et commence à se faire connaître en chantant dans le cabaret Le Chapiteau. C'est là que Charles Trenet le découvre et lui offre de faire la première partie de son récital à l'ABC. Il lui offre aussi une chanson qu’il a écrite en 1943, Que reste-t-il de nos amours ? ; mais également Douce France, que Gerbeau enregistre en février 1944.

### Après-guerre
En novembre ou décembre 1945, avec l'orchestre de Jo Bouillon , il est le premier (avec la chanteuse Renée Lebas) à enregistrer une autre chanson écrite par Trenet, La Mer, que « Le Fou chantant » ne parvenait pas à imposer dans ses spectacles. 
Après la guerre, il part aux États-Unis avec Jo Bouillon et Joséphine Baker pour y faire une longue tournée. Il s'y produit aussi avec Édith Piaf et Les Compagnons de la chanson et parcourt plusieurs autres pays d'Amérique (Brésil, Venezuela, Cuba, Haïti) jusqu'en 1960.
À son retour en France, où la mode est aux yéyés, il devient attaché de presse chez Pathé Marconi, côtoyant les nouveaux talents de la chanson qu'il présente au Musicorama à l'Olympia dès 1966 en premières parties des grandes stars de la chanson française et internationale. Il est aussi promoteur du groupe de jazz manouche Coco Briaval pendant son contrat chez Pathé Marconi.

### Sainte-Rita
En 1985, il connaît une seconde carrière après avoir écrit, composé, et chanté de tout son cœur, la chanson Sainte-Rita, qui fait référence à l'église Sainte-Rita de Nice, où il était allé prier, persuadé d'être atteint d'un cancer. La chanson rencontre un grand succès et se retrouve dans le palmarès du Top 50 en 1987.
Manipulé par une admiratrice qui l'isole en le séparant de tous ses amis, Roland Gerbeau meurt le 28 décembre 2012 à Saint-Sébastien-de-Morsent. Il est inhumé dans le cimetière de Colombes (Hauts-de-Seine) avec sa « muse adorée », Suzanne Constantin.